# Vereinte Liste
Die Vereinte Liste (Kennbuchstaben ודעם, hebräisch הרשימה המשותפת; arabisch القائمة المشتركة, DMG al-Qāʾima al-muštaraka) war eine Listenverbindung von vier hauptsächlich arabischen Parteien in Israel. Sie bildete die drittgrößte Fraktion der 20. Knesset. Die Vereinte Liste löste sich am 21. Februar 2019 auf, fand sich im Vorfeld der Knesset-Wahl im September 2019 jedoch erneut zusammen. Im September 2022 trat Balad aus der Listenverbindung aus, weil die Partei bei der Wahl zur 25. Knesset separat antreten will.
Die Liste entstand im Vorfeld der vorgezogenen Wahl zur Knesset 2015 im Zuge der Anhebung der Zwei-Prozent-Hürde auf 3,25 Prozent der abgegebenen gültigen Stimmen. Bei der Wahl 2015 erhielt die Liste 446.583 Stimmen (10,61 %) und 13 Sitze.
Listenführer ist Ayman Odeh, Vorsitzender der Partei Chadasch.

## Zusammensetzung
Die Vereinte Liste besteht aus den folgenden vier Parteien:
- Chadasch (Demokratische Front für Frieden und Gleichberechtigung), arabisch-jüdisch und kommunistisch
- Balad (Nationales demokratisches Bündnis), arabisch und sozialistisch
- Ta'al (Arabische Partei für Erneuerung), arabisch und säkular-nationalistisch
- Mada/Ma'an (Arabisch Demokratische Partei), arabisch

Frühere Mitglieder sind:
- Ra'am (Vereinigte Arabische Liste), arabisch und islamistisch

## Sitze in der Knesset
Bei den Wahlen zur Knesset 2020 wurden 15 Sitze gewonnen:
- Chadasch:
  - Maki: 3 Sitze
  - Unabhängige: 2 Sitze
- Ra'am: 4 Sitze
- Balad: 3 Sitze
- Ta'al: 3 Sitze